# امیلی اسنیفیچ
امیلی اسنیفیچ یا ماریا امیلی اشنیتلاگه (انگلیسی: Emilie Snethlage؛ ۱۳ آوریل ۱۸۶۸ – ۲۵ نوامبر ۱۹۲۹ (۶۱ ساله)) طبیعت‌شناس و پرنده‌شناس آلمانی-برزیلی بود که به مطالعه پرندگان آمازون پرداخت. او از سال ۱۹۰۵ تا پایان عمرش در برزیل به جمع‌آوری نمونه‌های طبیعی مشغول بود و بین سال‌های ۱۹۱۴ تا ۱۹۲۲ به عنوان مدیر موزه پارائنسه امیلیو گوئلدی خدمت کرد. چندین گونه پرنده توسط او برای اولین بار توصیف علمی شدند.

## اوایل زندگی
اشنیتلاگه در کرانتس (که اکنون بخشی از گرانزه است) در استان براندنبورگ پروس متولد شد. پس از فوت مادرش، توسط پدرش کشیش لوتری، امیل اشنیتلاگه، در خانه آموزش دید. در سال ۱۸۸۹ با موفقیت در امتحانی رسمی، مجوز تدریس در مدارس دخترانه را کسب کرد. در ۲۱ سالگی برای تحصیل زبان فرانسه به نوشاتل رفت و سپس چند سالی در انگلستان، ایرلند و آلمان به عنوان معلم سرخانه کار کرد. علاقه او به طبیعت از طریق مطالعه کتاب «سفرهای اکتشافی در مزرعه و بیشه» اثر هرمان واگنر شکل گرفت و از جوانی شروع به جمع‌آوری گیاهان برای هرباریوم کرد و یادداشت‌هایی دربارهٔ مشاهدات پرنده‌شناسی خود برای رودولف بلاسیوس می‌فرستاد.
در سال ۱۸۹۹ و در ۳۰ سالگی، تصمیم گرفت در دانشگاه برلین علوم طبیعی بخواند. شرایط تحصیل برای او بسیار محدودکننده بود: باید پنج دقیقه قبل از شروع کلاس حاضر می‌شد و پشت یک پرده می‌نشست، حق پرسیدن سؤال در کلاس را نداشت و باید حداقل پانزده دقیقه پس از پایان کلاس در محل می‌ماند. اشنیتلاگه از پیشگامان تحصیل زنان در دانشگاه بود و پس از برلین، در دانشگاه‌های ینا و فرایبورگ به تحصیل ادامه داد و در سال ۱۹۰۴ با درجه عالی (summa cum laude) دکترای خود را دریافت کرد. موضوع پایان‌نامه او دربارهٔ عضلات حشرات بود و اوت وایزمان استاد راهنمای او بود. پس از فارغ‌التحصیلی، به عنوان دستیار جانورشناسی در موزه تاریخ طبیعی برلین مشغول به کار شد تا اینکه در سال ۱۹۰۵ به توصیه دکتر آ. ریشنو، توسط امیلیو گوئلدی برای کار در موزه تاریخ طبیعی بلم استخدام شد.
فعالیت‌های اشنیتلاگه در آمازون برزیل او را به مناطق دوردستی مانند آکره برد. پس از مرگ ژاک هوبر، گیاه‌شناس، در سال ۱۹۱۴ به سمت مدیر موزه پارائنسه امیلیو گوئلدی منصوب شد و تا ۱۹۲۲ در این سمت باقی ماند. در سال ۱۹۱۴ کتاب «فهرست پرندگان آمازون» را منتشر کرد و در ۱۹۱۵ به عضویت افتخاری اتحادیه پرنده‌شناسان بریتانیا درآمد. در سال ۱۹۲۱ به عنوان «طبیعت‌گرد» به موزه ملی برزیل در ریو دو ژانیرو رفت و تحقیقات میدانی خود را در ایالت‌های مختلف برزیل از جمله میناس گرایس، مارانیائو، سئارا، اسپیریتو سانتو، سانتا کاتارینا، پارانا، سائو پائولو و آمازون برزیل ادامه داد.
در جریان یکی از سفرهای اکتشافی در سال ۱۹۱۴ در رودخانه کوروا (شاخه اصلی رود ایریری)، دستش در آب آویزان بود که توسط یک پیرانیا گزیده شد. زخم او عفونت کرد و در نهایت مجبور شد با یک ماچت، انگشت وسط دست راستش را خودش قطع کند.
اشنیتلاگه در حالی که در یک سفر تحقیقاتی در پورتو ولخو، روندونیا بود، بر اثر نارسایی قلبی درگذشت و در گورستان بی‌گناهان به خاک سپرده شد. در آخرین نامه‌اش که اندکی قبل از مرگ نوشته بود، به ملاقات با مارگارت فونتن، گردآورنده انگلیسی پروانه‌ها اشاره کرده بود. برادرزاده او، دکتر امیل هاینریش اشنیتلاگه، قوم‌شناس بود.

## میراث
میراث علمی ماریا اشنیتلاگه در قالب چندین گونه جانوری که یا توسط خودش توصیف شده‌اند یا به افتخارش نامگذاری شده‌اند، جاودانه شده است. او شخصاً گونه‌ای جدید از مرغ مگس‌خوار به نام هیمیتریکوس ماینور (مرغ مگس‌خوار کوچک اشنیتلاگه) را توصیف کرد. در سال ۲۰۰۲ نیز گونه‌ای جدید از طوطی به نام پیرورا اشنیتلاگه‌ای (طوطی ماژورای اشنیتلاگه) به پاس خدماتش به علم پرنده‌شناسی به نام او ثبت شد. نام این دانشمند بزرگ در دنیای جانورشناسی به شکل‌های مختلفی گرامی داشته شده است، از جمله در نام علمی میمون کوچکی به نام مارموست امیلیا که به «میکوی اشنیتلاگه» نیز معروف است، همچنین در نام دو گونه خزنده جنوب آمریکا: مار آتراکتوس اشنیتلاگه و سوسمار لوکسوفولیس اشنیتلاگه. این نامگذاری‌ها نه تنها نشان‌دهنده تأثیر عمیق او در مطالعات تنوع زیستی آمازون است، بلکه گواهی است بر پشتکار و فداکاری بی‌نظیرش در شرایط سخت میدانی که او را به الگویی ماندگار برای نسل‌های بعدی پژوهشگران تبدیل کرده است.